# Trzewiczki
Trzewiczki (Черевички) – czteroaktowa opera Piotra Czajkowskiego do libretta według „Nocy wigilijnej” Nikołaja Gogola. Prapremiera 31 stycznia 1887 w Teatrze „Bolszoj” w Moskwie. Premiera polska w Gdańsku 28 czerwca 1952.

## Recepcja
„Trzewiczki” stanowią nową redakcję opery Kowal Wakuła (1876).

## Osoby
- Wakuła, kowal – tenor
- Sołocha, jego matka – mezzosopran
- Czart – bas
- Oksana, ukochana Wakuły – sopran
- Czub, jej ojciec – bas
- Panas, jego kum – tenor
- Wójt – bas
- Nauczyciel – tenor
- Jego Wysokość – bas
- Ochmistrz – bas

## Treść
Miejsce i czas akcji: Noc wigilijna w Dikańce pod Połtawą oraz w Petersburgu za panowania Katarzyny II.

### Akt I
Do fertycznej wdowy Sołochy zaleca się sam Czart, który postanawia skraść z nieba księżyc. Zapada mrok. Wakuła, mimo śnieżnej zamieci, odwiedza ukochaną Oksanę, która jednak przekomarza się z nim i udaje obojętną. Do chaty wraca jej pijany ojciec i przegania zalotnika.

### Akt II
Czart nadal flirtuje z Sołochą, ale musi ukryć się w worku po węglu, gdy zjawiają się kolejni zalotnicy, również chowani w workach, które, po powrocie do domu, Wakuła wyrzuca na dwór. Natyka się na Oksanę, która jako warunek poślubienia go stawia zdobycie dla niej pantofelków samej Carycy.

### Akt III
Zrozpaczony Wakuła postanawia popełnić samobójstwo, udając się w tym celu nad skuta lodem rzekę. Przybyły Czart oferuje mu swą pomoc w zamian za ofiarowanie duszy. Młodzieniec tymczasem chwyta nic nie spodziewającego się Czarta i ujeżdża go, zmuszając do lotu do Petersburga. W sali audiencjonalnej carskiego pałacu oczekują na przyjęcie deputacja kozaków. Za pośrednictwem Najjaśniejszego Wakuła uzyskuje od Carycy jej pantofelki, z którymi na grzbiecie Czarta udaje się z powrotem do Dikańki. 

### Akt IV
Sołocha i Oksana rozpaczają, przekonane, iż Wakuła popełnił samobójstwo. Gdy przybywa on sam z carskim prezentem, dziewczyna wyjawia, że i tak najwspanialszym upominkiem dla niej jest jego miłość. Chór kobzarzy wznosi śpiew ku czci odwiecznego ducha Ukrainy.